# Kehlstein
Kehlstein er et bjerg, beliggende i de tyske alper nær Berchtesgaden. Bjerget kendes især som lokalitet for Kehlsteinhaus, et hus, der var ment som en gave til Adolf Hitler på hans 50-års fødselsdag. Hitler besøgte dog ikke huset særlig tit, da han led af højdeskræk og foretrak det lavere beliggende Berghof.
| Bjerg | Spire Denne artikel om et bjerg eller en bjergkæde er en spire som bør udbygges. Du er velkommen til at hjælpe Wikipedia ved at udvide den. |